# 3. Sinfonie (Schostakowitsch)
Die 3. Sinfonie in Es-Dur, Opus 20, untertitelt „Zum 1. Mai“ ist eine Sinfonie von Dmitri Schostakowitsch. Ähnlich der zweiten Sinfonie ist es ein experimentelles Werk mit einem Orchestersatz und einem unmittelbar daran anschließenden Finale mit Chor.

## Entstehung und Aufführungen
Das Werk wurde von den Leningrader Philharmonikern und dem Academy Capella Choir unter Alexander Gauk am 21. Januar 1930 im Haus der Kultur Moskau-Narwa in Leningrad uraufgeführt und stieß zunächst auf positive Reaktionen. Die Partitur erschien zwei Jahre später im Druck. 1932 dirigierte Leopold Stokowski das Werk erstmals in den USA, allerdings ohne den Schlusschor. Folgeaufführungen der Sinfonie stießen vielmals auf Unverständnis und Ablehnung; während westliche Kritiker das Stück als typisches Propagandawerk einordneten, fanden sich auch russische Kritiker des Werkes, darunter der Komponist Sergej Prokofjew, der die häufige Zweistimmigkeit des Stückes monierte. In der Sowjetunion gab es nur zwei Aufführungen des Werkes, erst in den sechziger Jahren wurde es wieder aufgeführt.

## Werkbeschreibung
Die Sinfonie lässt sich nach den Tempi analytisch in vier Abschnitte unterteilen:
1. Allegretto – Allegro
2. Andante
3. Largo
4. Moderato: „W perwoje Perwoje maja“

Die Sinfonie dauert ca. 25–30 Minuten. 
Das Finale nutzt einen Text von Semjon Kirsanow, der den Ersten Mai und die Revolution lobt. Die Interpretation ist problematisch: in einem Brief an Boleslaw Jaworski sagte Schostakowitsch, das Werk „drücke den Geist des friedlichen Wiederaufbaus aus“; andererseits ist das meiste Material, das im Finale Vorrang hat, in dunklen Tönen gestaltet.
Im Gegensatz zur atonalen 2. Sinfonie ist die 3. Sinfonie fast durchweg tonal komponiert, experimentell ist das Stück dennoch, da es nicht in klassischer Weise Themen durchführt, sondern Formen und Motive persifliert und karikiert. 
Die Sinfonie beginnt mit einem Klarinettensolo, das nach einigen Takten von Pizzicatoakkorden begleitet wird. Später wird hieraus ein Klarinettenduett, verschiedene Motive werden variiert, aber in kleingliedriger Weise erscheinen immer wieder neue Abschnitte.